# The Moon Lay Hidden Beneath a Cloud
The Moon lay hidden beneath a Cloud (англ. Луна за облаком таилась) — австрийский дуэт, исполнявший музыку в стиле неофолк с элементами мартиал-индастриала, дарк-эмбиента и церковных напевов. Несмотря на недолгую историю, творчество группы считается одним из эталонов стиля[кем?].

## История группы
В конце 80-х годов певица Эльзбет (англ. Alzbeth) познакомилась с Альбином Юлиусом (англ. Albin Julius). Вместе с ещё одним их другом они создали группу, которая первоначально называлась L.A.A. Группа пыталась давать концерты, однако выяснилось, что на сцене музыкантам не удаётся повторять студийные находки. После поездки по артуровским местам в Англии Эльзбет и Альбин создали собственную студию, получившую название Arthur’s Round Table, где музыканты начали запись своих композиций.
Отличительной особенностью композиций является отсутствие у них названий. Некоторые песни исполнялись на древне-европейских языках (включая средневерхненемецкий, латинский и старофранцузский языки), которые практически неизвестны слушателям. Мрачно и лаконично оформление альбомов (неоднократно на них присутствуют фотографии черепов). Концерты группа давала редко, и их оформление соответствовало стилистике группы: старые церкви или театры, освещаемые свечами. Во время концертов музыканты не двигались по сцене и не общались со слушателями. Всё это, а также облик певицы и её своеобразный вокал производили на зрителей неизгладимое впечатление.
На ранних этапах группа не предоставляла официальных фотографий или какой-либо ещё информации о себе за исключением швейцарского почтового адреса, находящегося внутри упаковок альбомов. Также они редко давали интервью.
С каждым последующим выпуском тематика альбомов группы уходит дальше в европейскую историю и приобретает всё больше черт военной, хоровой и походной музыки. Кульминацией этой темы является их последний альбом — The Smell of Blood But Victory (1997), во многом вдохновлённый событиями Второй мировой войны.
Группа постепенно достигла популярности, однако у музыкантов возникли внутренние противоречия. Альбин всё больше внимания уделял собственному проекту Der Blutharsch, активно использующему более милитаристскую эстетику. В итоге в 1998 году его сотрудничество с Эльзбет прекратилось.
В 2000 году певица издала тиражом в 777 экземпляров книгу лирики группы, приобрести которую можно было только у неё лично.
В 2004 году Эльзбет заявила в своей почтовой рассылке, что они с Альбином решили переиздать альбомы проекта.
В последнее время было предпринято переиздание альбомов группы, однако музыканты утверждают, что это было сделано без их согласия.

## Дискография

### Альбомы
| Год  | Название | Формат                                                                            |
| ---- | --- | --------------------------------------------------------------------------------- |
| 1993 | The Moon lay hidden beneath a Cloud | CD                                                                                |
| 1994 | Amara tanta tyri | CD                                                                                |
| 1995 | A new Soldier follows the Path of a new King                                                                                              | CD                                                                                |
| 1996 | Yndalongg | винил 10"                                                                         |
| 1995 | Kostnice | винил 7"                                                                          |
| 1996 | Were you of Silver, Were you of Gold? | винил 12" CD                                                                      |
| 1996 | Madhr | винил 7"                                                                          |
| 1996 | A night in Fear (совместно с Deutsch Nepal)                                                                                               | Mini-CD                                                                           |
| 1997 | Untitled | винил 7"                                                                          |
| 1997 | The Smell of Blood but Victory | 2 CD и постер (ограниченное издание на 2000 копий) CD (переиздание первого диска) |
| 1999 | Rest on your Arms reversed (коллекция из всех ограниченно выпущенных релизов, всех бонусных треков, сборников и не выпущенных материалов) | CD                                                                                |

### Сборники
| Год  | Название                           | Формат |
| ---- | ---------------------------------- | ------ |
| 1995 | Knights of Abyss                   | CD     |
| 1996 | ON: the world and everything in it | CD     |
| 1996 | Palace of Worms                    | CD     |
| 1996 | Terra Serpentes                    | 2 CD   |